# 로버트 코트리
로버트 코트리(Robert Courtleigh, 1916년 10월 23일 ~ 2004년 11월 21일)는 미국의 배우, 텔레비전 배우이다.

## 영화
- 윈터 킬 (1979년)
- 신데렐라 (1965년)